# 귀향, 끝나지 않은 이야기
《귀향, 끝나지 않은 이야기》(영어: Spirits’ Homecoming, Unfinished Story)는 대한민국의 드라마 영화이다.

## 캐스팅
- 강하나 - 정민 역
- 최리 - 은경 역
- 박지희 - 순이 역
- 서미지 - 영희 역
- 홍세나 - 옥분 역
- 김시은 - 분숙 역
- 남상지 - 자오이페이 역
- 정무성 - 기노시타 역
- 류신 - 요시오 역
- 임성철 - 류스케 역
- 이승현 - 다나카 역
- 오지혜 - 정민 모 역
- 정인기 - 정민 부 역
- 김민수 - 노리코 역
- 박충환 - 히로세 역

## 내용
2016년 국민이 만든 기적의 영화 <귀향>
하지만, 일본군 ‘위안부’ 피해자들의 진정한 ‘귀향’은 아직 이루어지지 않았습니다
<귀향>이 일본군 ‘위안부’ 피해자들에 대한 ‘기록’과 ‘위로’였다면, <귀향, 끝나지 않은 이야기>는 우리가 전하는 ‘약속’입니다. 
  
"언니야 이제 집에 가자”

## 같이 보기
- 귀향